# Attinghausen
Attinghausen is een gemeente en plaats in het Zwitserse kanton Uri.
Attinghausen telt 1.592 inwoners.

## Historie
Attinghausen is voor het eerst genoemd in 1240 als Attingenhusen

## Geografie
Attinghausen heeft een oppervlakte van 46,8 km². Van dit gebied, wordt 35,3% gebruikt voor agrarische doeleinden, terwijl 17,5% is bebost. Van de rest van het land, wordt 1,7% bebouwd (gebouwen of wegen) en de rest (45,5%) is niet-productief (rivieren, gletsjers en bergen). In de 1993/97 landmeting, 13,6% van de totale grondgebied werd zwaar bebost, terwijl 2,9% is bedekt met kleine bomen en struiken. Van de landbouwgrond, wordt 0,2% gebruikt voor landbouw of weiden, terwijl 4,8% wordt gebruikt voor boomgaarden of wijngaarden gewassen en 30,3% wordt gebruikt voor de alpenweiden. Van de bewoonde gebieden, wordt 0,9% bedekt met gebouwen, 0,4% wordt aangemerkt als bijzondere ontwikkelingen, en 0,3% is het vervoers infrastructuur. Van de niet-productieve gebieden, 0,1% is niet productief stilstaand water (vijvers of meren), 0,9% is niet productief stromend water (rivieren), 36,1% is te rotsachtig voor vegetatie, en 8,4% is andere onproductieve grond.
De gemeente is gelegen rond een brug over de rivier de Reuss.

## Demografie
Attinghausen heeft een bevolking (vanaf 31 december 2010) van 1579. Met ingang van 2007, 4,2% van de bevolking bestond uit vreemdelingen. In de afgelopen 10 jaar is de bevolking gegroeid met een snelheid van 4,8%. Het grootste deel van de bevolking (vanaf 2000) spreekt Duits (96,6%), Servo-Kroatisch als tweede meest voorkomende taal (0,7%) en Nederlands als derde (0,5%). Met ingang van 2007 is de man-vrouw verdeling van de bevolking 50,9% mannen en 49,1% vrouwen.
De hele Zwitserse bevolking in het algemeen goed opgeleid. In Attinghausen ongeveer 71,9% van de bevolking (tussen de leeftijd 25-64) hebben niet-verplichte hoger secundair onderwijs of extra hoger onderwijs afgerond (hetzij universitair of een Fachhochschule).
Attinghausen heeft een werkloosheid van 0,53%. Met ingang van 2005 waren er 102 mensen werkzaam in de primaire economische sector en ongeveer 44 bedrijven die betrokken zijn in deze sector. 80 mensen zijn werkzaam in de secundaire sector en er zijn 10 bedrijven in deze sector. 153 mensen zijn werkzaam in de tertiaire sector, met 19 bedrijven in deze sector.
In deze tabel staat de bevolking van Attinghausen door de jaren heen:
| Jaar | Inwoners |
| ---- | -------- |
| 1743 | 354      |
| 1799 | 484      |
| 1850 | 516      |
| 1900 | 528      |
| 1950 | 993      |
| 2000 | 1,487    |

## Geboren
- Josef Dittli (1957), politicus